# Klevidipin
Klevidipin je organsko jedinjenje, koje sadrži 21 atom ugljenika i ima molekulsku masu od 456,316 .

## Osobine
| Osobina                  | Vrednost |
| ------------------------ | -------- |
| Broj akceptora vodonika  | 7        |
| Broj donora vodonika     | 1        |
| Broj rotacionih veza     | 10       |
| Particioni koeficijent ( | 4,1      |
| Rastvorljivost (logS, log(mol/L))       | -6,1     |
| Polarna površina (PSA, Å2)  | 90,9     |

## Stereohemija
Klevidipin sadrži stereocentar i sastoji se od dva enantiomera. Ovo je racemat, tj. 1: 1 smeša ( R ) i ( S ) - oblika:
| Enantiomeri Klevidipina | Enantiomeri Klevidipina |
| ----------------------- | ----------------------- |
| CAS-Nummer: 167356-40-3 | CAS-Nummer: 167356-39-0 |

## Literatura
- Hardman JG, Limbird LE, Gilman AG (2001). Goodman & Gilman's The Pharmacological Basis of Therapeutics (10. изд.). New York: McGraw-Hill. ISBN 0071354697. doi:10.1036/0071422803.
- Thomas L. Lemke; David A. Williams, ур. (2007). Foye's Principles of Medicinal Chemistry (6. изд.). Baltimore: Lippincott Willams & Wilkins. ISBN 0781768799.